# Suda

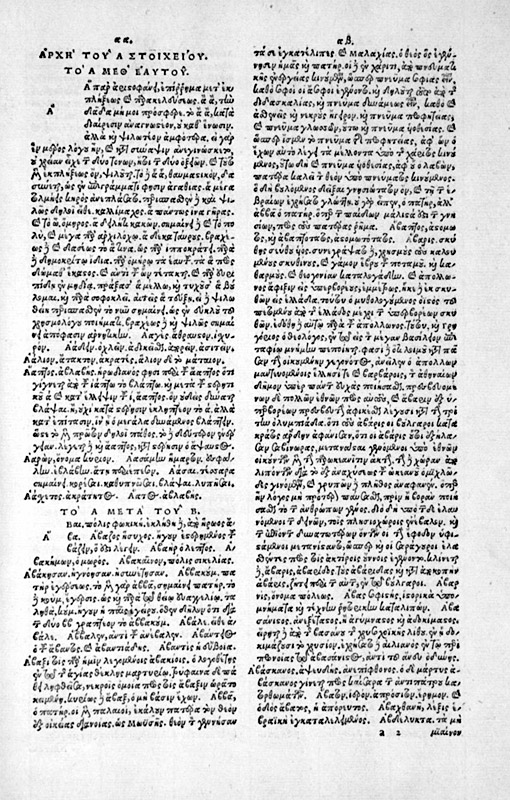
Uma página da Suda, a primeira enciclopédia conhecida da humanidade, publicada em Constantinopla no.

A Suda (em grego: ἡ Σοῦδα; romaniz.: i̱ Soúda) é a primeira enciclopédia do mundo, surgida no século X, em Constantinopla. Compila obras e personagens de forma inovadora, isto é, em ordem alfabética.
Apesar de várias imprecisões e erros, a Suda contém informações inestimáveis, uma vez que os seus autores tiveram acesso a numerosas fontes agora perdidas (o teatro de Aristófanes é um dos principais beneficiários). É por isso uma mistura de léxico e enciclopédia bizantina.

## Organização dos textos
Hieronymus Wolf foi o primeiro a traduzir a Suda para o latim.
O filólogo Immanuel Bekker organizou a obra alfabeticamente. A atual edição da Suda em grego, base para diversas traduções, foi realizada por Ada Adler. Ela organizou e criou uma numeração que serve como padrão para citações da obra nas universidades.
A Suda possui 30 000 entradas, muitas das quais derivadas de fontes antigas já perdidas e posteriormente compiladas por pensadores cristãos.

## Autores citados naSuda
Vários autores greco-romanos e posteriores são citados na Suda, dos quais alguns só pudemos conhecer através dessa obra. Entre eles, podemos destacar:
- Ábaris (poeta cita semi-lendário)
- Adriano (poeta grego)
- Árion (poeta lírico grego)
- Cláudio Eliano (retórico romano)
- Estesícoro (poeta lírico grego)
- Aleixo (poeta cómico grego, referido no Suda)